# Bananier
Bananierul este o plantă ierboasă din genul Musa, care, din cauza mărimii și structurii, este deseori confundat cu un arbore. Este cultivat pentru fructele sale. Bananierul face parte din Familia Musaceae. În lume, bananele ocupă locul patru după orez, grâu și porumb în consumul uman; sunt crescute în 130 de țări din lume, mai multe decât pentru orice alt fruct de cultură. Bananele sunt originare din Asia de sud-est.
Marea parte a producătorilor este formată din fermieri mici, care folosesc aceste culturi pentru consumul casnic sau pentru comercializarea locală. Deoarece bananele sunt produse în continuu de-a lungul unui an, acestea reprezintă o sursă de hrană importantă în timpul sezonului foametei (acea perioadă a anului când alimentele provenite din recoltarea anteioară s-a terminat, iar cea din anul curent nu este gata de cules). Din aceste motive bananele sunt extrem de importante pentru siguranța alimentației.
În anul 2014, recolta de banane a lumii era estimată la valoarea de 31,4 miliarde de euro, fiind indispensabilă pentru hrana a mai bine de 400 de milioane de persoane.

## Descriere
Bananele sunt fructe de forma alungita, usor curbată, care cresc in bananier adesea grupate în ciorchini mari. Coaja este de culoare galbenă, verde sau roșie în funcție de specie, ușor de desprins. Partea internă este o pulpă amilacee cu gust dulce si consistenta in general fondantă. 
Banana sălbatică este o bacă policarpică (conține numeroși sâmburi ascuțiți duri). Varietățile comerciale sunt adesea plante triploide sterile care produc bace partenocarpice formate fără fecundare, care nu mai conțin semințe (dacă despicăm această banană domestică pe lungime, observăm un șir longitudinal de puncte mici negre care sunt ovule nefecundate).  

## Cultivare
Marea parte a producătorilor este formată din fermieri mici, care folosesc aceste culturi pentru consumul casnic sau pentru comercializarea locală. Deoarece bananele sunt produse în continuu de-a lungul unui an, acestea reprezintă o sursă de hrană importantă în timpul sezonului foametei (acea perioadă a anului când alimentele provenite din recoltarea anterioară s-au terminat, iar cea din anul curent nu este gata de cules). Din aceste motive bananele sunt extrem de importante pentru securitatea alimentației.
Climatele în care bananierul este cultivat:ecuatorial si tropical,iar mai rar,subecuatorial si subtropical

## Efectele bolilor bananierilor în Africa de est

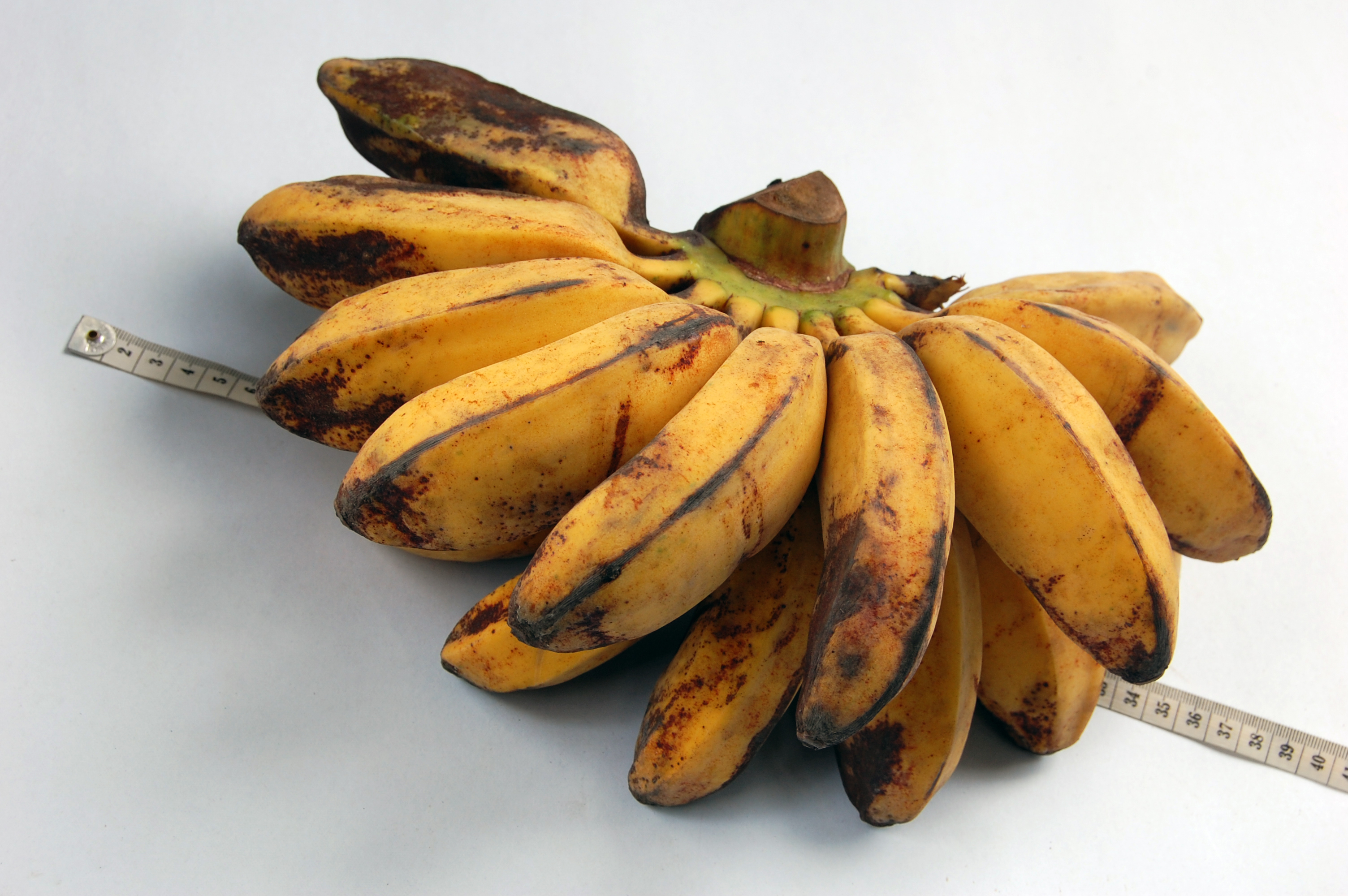
Fructul de banană

Marea parte a bananelor cultivate pe plan mondial sunt folosite pentru consumul local. La tropice, bananele, în special bananele pentru gătit, reprezintă o sursă majoră de hrană, ca și o sursă majoră de venit pentru fermierii mici. În ținuturile muntoase din Africa de Est bananele au importanța cea mai mare ca aliment de bază al populației. În țări precum Uganda, Burundi sau Rwanda se estimează că există un consum de 450 kg pe an pe cap de locuitor, cel mai mare din lume. Ugandezii folosesc același cuvânt "matooke" pentru a descrie și banana, și mâncarea.
În trecut, bananele reprezentau o cultură cu o viață de plantație lungă și recoltări stabile în decursul anului. Totuși, odată cu apariția ciupercii Black Sigatoka, producția de banane în Africa de est a scăzut cu peste 40%. De exemplu, în anii 1970, Uganda producea 15 până la 20 de tone de banane pe hectar. Astăzi, producția a scăzut la doar 6 tone pe hectar.
Situația a început să se îmbunătățească pe măsură ce varietăți noi, rezistente la boli, au început să apară, așa cum este FHIA-17 (cunoscută în Uganda drept Kabana 3). Aceste varietăți noi au un gust diferit față de banana crescută tradițional, acest lucru ducând la o acceptare a celor noi mai greoaie în cadrul fermierilor. Prin adăugarea de îngășământ de proveniență animală la solul de la baza plantelor, aceste noi varietăți au crescut în producție în locațiile în care au fost testate.
Fundația Rockefeller a început să efectueze teste pentru bananieri modificați genetic care sunt rezistenți și la Black Sigatoka și la insectele dăunătoare. În prezent dezvoltă varietăți specifice pentru fermieri mici sau pentru subzistență.

## Economie
Uniunea Europeană este cel mai mare importator de banane din lume, pe care le importă din Africa, America Latină și Caraibe.